# Jernalderen (dokumentarfilm)
Jernalderen er en dansk dokumentarfilm fra 1958 instrueret af Carl Otto Petersen efter eget manuskript.
Filmen er lavet til brug i historieundervisning i folkeskolen, og det er 3. del af serien "Nordens arkæologi".

## Handling
Om jernalderen i Norden. Filmen viser, hvordan jernmalmen udvindes og bruges til f.eks. pløjeredskaber. Boligen er ét stort rum med mennesker og husdyr under samme tag. Hverdagslivet er skildret med alle dets gøremål. Bevarede kar og genstande med relieffer og udsmykning, der fortæller om livet i jernalderen og den store historie, fremvises.